# UFC Fight Night: Belfort vs. Gastelum
UFC Fight Night: Belfort vs. Gastelum (tambien conhecido como UFC Fight Night 106) foi um evento de artes marciais mistas (MMA) produzido pelo Ultimate Fighting Championship, que foi realizado no dia 11 de março de 2017, no Centro de Formação Olímpica do Nordeste, em Fortaleza, Brasil.

## Background
O evento foi o segundo que a organização recebe no Ceará, o primeiro desde o UFC on Fuel TV: Nogueira vs. Werdum, que aconteceu no Ginásio Paulo Sarasate, em junho de 2013. Este evento era esperado para ser o UFC Fight Night 107, mas o UFN 106, que havia sido planejado em Las Vegas, Nevada, não ocorreu, provocando a mudança nos números.
Uma luta no peso-médio entre o ex-Campeão Meio-Pesado do UFC e vencedor do Torneio de Pesados do UFC 12, Vitor Belfort, e o vencedor do The Ultimate Fighter: Team Jones vs. Team Sonnen, no peso-médio, Kelvin Gastelum, é esperada para servir como o combate principal do evento.
Ion Cuṭelaba foi brevemente ligado a uma luta contra Luis Henrique da Silva neste evento. No entanto, a luta não se materializou, devido a uma lesão não revelada em Cuṭelaba. da Silva era esperado para permanecer no card contra outro adversário, mas decidiu-se que ele iria atuar em um evento futuro.
Alex Nicholson foi brevemente ligado neste evento a uma luta contra o estreante na promoção, Paulo Henrique Costa. No entanto, Nicholson foi removido do combate e substituído por Garreth McLellan.
Max Griffin enfrentaria Sérgio Moraes no evento. No entanto, Griffin saiu da luta em 02 de março, citando uma lesão não revelada. Ele foi substituído pelo novato na organização, Davi Ramos.
Godofredo Pepey e Kyle Bochniak iriam enfrentar-se no evento. No entanto, ambos os lutadores foram retirados da luta durante a semana que antecedeu o evento, citando lesões, e a luta foi cancelada.

## Bônus da Noite
Os lutadores receberam $50.000 de bônus
- Luta da Noite: Não houve lutas premiadas.
- Performance da Noite:  Kelvin Gastelum,  Edson Barboza,  Michel Prazeres e  Paulo Costa